# Ludwig Franz Mechtild Appel
Ludwig Franz Mechtild Appel, avstrijski general, * 6. avgust 1809, † 6. januar 1875.

## Življenjepis
Izhajal je iz številne vojaške družine: oče podmaršal Franz Seraph von Appel, brat generaladjutant Christian von Appel (1787–1854), brat podmaršal Joseph Ritter von Appel (1809–1875), nečak Michael Ludwig von Appel (1856–1915), nečak Christian von Appel (1831–1859) in nečak general konjenice Joseph Freiherr von Appel (1826–1906).
1. maja 1868 je upokojen in nato 22. maja istega leta povišan v častnega podmaršala.

## Pregled vojaške kariere
Napredovanja
- generalmajor: 25. december 1862
- podmaršal: 22. maj 1868